# Extreme Rules (2013)
Extreme Rules (2013) foi o quinto evento Extreme Rules pay-per-view (PPV) de luta profissional produzido pela WWE. Aconteceu em 19 de maio de 2013, no Scottrade Center em St. Louis, Missouri. O conceito do Extreme Rules é que o evento apresenta várias partidas baseadas em hardcore.
Oito lutas aconteceram no card do evento e uma partida do pré-show foi transmitida ao vivo no YouTube. Cinco das partidas do card principal foram disputadas sob uma estipulação hardcore. No evento principal, Brock Lesnar derrotou Triple H em uma luta na jaula de aço. Em outras partidas proeminentes, o Campeão da WWE John Cena e Ryback lutaram sem contestação em uma luta Last Man Standing, Dean Ambrose derrotou Kofi Kingston para vencer o Campeonato dos Estados Unidos da WWE, The Shield (Seth Rollins e Roman Reigns) derrotou o Team Hell No (Kane e Daniel Bryan) em uma luta tornado tag team para conquistar seu primeiro Campeonato de Duplas da WWE, e Randy Orton derrotou Big Show em uma luta Extreme Rules.
A programação do evento de 2013 substituiu Over the Limit como o PPV de maio do ano. Extreme Rules de 2013 recebeu 231.000 compras, abaixo do evento do ano passado de 263.000.

## Produção

### Introdução
Extreme Rules é um gimmick pay-per-view (PPV) anual produzido pela WWE desde 2009. O conceito do show é que o evento apresenta várias partidas que são disputadas sob regras hardcore e geralmente apresenta uma partida Extreme Rules. A extinta promoção Extreme Championship Wrestling, que a WWE adquiriu em 2003, originalmente usava o termo "regras extremas" para descrever os regulamentos para todas as suas lutas; A WWE adotou o termo e desde então o usa no lugar de "partida hardcore" ou "regras hardcore". O evento Extreme Rules de 2013 foi o quinto evento na cronologia do Extreme Rules. Aconteceu em 19 de maio de 2013, no Scottrade Center em St. Louis, Missouri. O evento de 2013 substituiu Over the Limit como o PPV de maio daquele ano.

### Rivalidades
As lutas profissionais no Extreme Rules apresentavam lutadores profissionais atuando como personagens em eventos com roteiro pré-determinados pela promoção de hospedagem, WWE. As histórias entre os personagens se desenrolaram nos principais programas de televisão da WWE, Monday Night Raw e SmackDown.
Na WrestleMania 29, Triple H derrotou Brock Lesnar em sua revanche. O empresário de Lesnar, Paul Heyman, lançou uma luta final para acertar as coisas entre Triple H e Lesnar: uma luta em uma jaula de aço no Extreme Rules. No episódio de 22 de abril do Raw em Londres, Inglaterra, Triple H aceitou a luta atacando Heyman com um Pedigree. Duas semanas depois, no Raw, Lesnar responderia indo à sede da WWE e destruindo o escritório de Triple H e atacando funcionários próximos. Na semana seguinte no Raw, Triple H ficaria cara a cara com Lesnar, incitando-o a entrar na jaula de aço. Triple H ganharia a vantagem e jogaria Lesnar em Heyman, resultando em ambos os homens recuando para a rampa.
No episódio do Raw após a WrestleMania 29, Alberto Del Rio perdeu o Campeonato Mundial de Pesos Pesados para Dolph Ziggler depois que Ziggler trocou seu contrato Money in the Bank para aproveitar a lesão de Del Rio por Jack Swagger para se tornar o novo campeão. Del Rio tentou invocar sua cláusula de revanche na semana seguinte, mas foi novamente impedido por Swagger. O conselheiro sênior Theodore Long então armou uma partida entre Ziggler e Swagger, e Swagger venceu. O gerente geral do SmackDown, Booker T, irado com Long por ter passado por cima dele, reorganizou a luta em uma luta de trios pelo campeonato entre Ziggler, Del Rio e Swagger. Na edição de 29 de abril do Raw, o locutor pessoal de Del Rio, Ricardo Rodriguez, venceu uma luta de trios contra o mentor de Swagger, Zeb Colter, e o guarda-costas de Ziggler, Big E Langston, para escolher a estipulação para a luta, que seria uma luta de escadas selecionada por Del Rio. Na edição de 6 de maio do Raw, Del Rio derrotou Ziggler por desqualificação quando Swagger atacou os dois homens com uma escada, resultando em Ziggler sofrendo uma concussão legítima. Ziggler foi removido do PPV como resultado de sua lesão, e na semana seguinte no Raw, Long anunciou que Del Rio e Swagger iriam lutar em uma luta "I Quit", pelo desafiante nº 1 ao Campeonato Mundial de Pesos Pesados.
Um dia após a WrestleMania 29 no Raw, John Cena, que derrotou The Rock pelo Campeonato da WWE, lançaria um desafio a qualquer um para enfrentá-lo pelo título após a notícia de que Rock seria submetido a uma cirurgia. Mark Henry iria se apresentar e enfrentá-lo em uma luta pelo título no final da noite, mas ele perderia por contagem regressiva. Henry atacaria Cena depois até que Ryback aparentemente viesse para salvar Cena, mas Ryback atacaria Cena e manteria o título no alto. Uma semana depois, Ryback explicou que estava vivendo na sombra de Cena e Cena nunca o ajudou contra o The Shield. Ryback assistiria The Shield atacar Cena da rampa. Antes da edição de 22 de abril do Raw, foi anunciado que Cena defenderia o Campeonato da WWE contra Ryback. Mais tarde naquela noite, Ryback confrontaria Mick Foley sobre sua decisão de atacar Cena. Cena viria salvar Foley, mas The Shield sairia para atacar os dois homens. Cena recuou até a rampa para ver Ryback ser atacado por The Shield, mas ele atacaria todos os três membros com uma cadeira, forçando The Shield a recuar, e deu a Ryback um Attitude Adjustment. Na edição de 6 de maio do Raw, Ryback faria uma luta pelo título em uma Last Man Standing. Mais tarde naquela noite, John Cena e Ryback afastariam The Shield apenas para Ryback atacar Cena com uma cadeira em retaliação. Uma semana depois no Raw, Ryback atacaria Cena e seu tendão de Aquiles lesionado com uma cadeira após Cena ser atacado por The Shield após uma luta de eliminação de seis homens que terminou com uma vitória por desqualificação para Cena.
Depois que Big Show atingiu todos os três membros do The Shield na WrestleMania 29, Randy Orton marcou a si mesmo e isso deu a vitória ao The Shield. Depois, Big Show nocauteou Orton e Sheamus. Tanto Orton quanto Sheamus se vingariam de Big Show derrotando-o duas vezes em partidas de handicap na edição de 12 de abril do SmackDown e na edição de 15 de abril do Raw, mas Big Show se juntaria a Mark Henry para derrotar Sheamus e Orton em abril na 19ª edição do SmackDown. Na edição de 3 de maio do SmackDown, Orton derrotou Damien Sandow em uma luta individual somente depois para Big Show interferir e Sandow atacou Orton pós-luta. Depois de derrotar Sandow em uma segunda partida de simples consecutiva três dias depois no Raw, Big Show nocauteou Orton quando Orton estava prestes a ir para o vestiário. Antes da edição de 10 de maio do SmackDown, foi anunciado que Orton e Big Show lutariam em uma luta Extreme Rules no pay-per-view.
Mark Henry atacaria Sheamus nos bastidores duas vezes na edição de 12 de abril do SmackDown e em 15 de abril do Raw. Sheamus então atacaria Henry nos bastidores como resultado antes de constranger Henry em um cabo de guerra na edição de 29 de abril do Raw e uma queda de braço na edição de 3 de maio do SmackDown. Alguns dias depois, no Raw, os dois concordaram em uma luta no pay-per-view. Depois que Sheamus derrotou Wade Barrett em uma luta individual, Henry imediatamente atacou Sheamus com um cinturão, tornando o combate uma luta de cinta. Uma semana depois no Raw, Sheamus atacaria Henry com duas tiras de couro.
The Shield continuou seu reinado de ataques a várias superestrelas, particularmente Team Hell No e Campeão dos Estados Unidos Kofi Kingston, que foi imobilizado por Ambrose na edição de 6 de maio do Raw. Como resultado, Dean Ambrose receberia uma luta pelo título contra Kingston pelo Campeonato dos Estados Unidos, enquanto Seth Rollins e Roman Reigns enfrentariam o Team Hell No pelo Campeonato de Duplas da WWE.
Uma pequena rivalidade continuou entre Chris Jericho e Fandango quando Jericho zombou do nome de Fandango nos bastidores da edição de 22 de março do Raw. Fandango começaria a interferir nas lutas de Jericho depois, marcando uma luta (luta de estreia do Fandango) entre os dois na WrestleMania 29, na qual Fandango venceu. Na edição de 6 de maio do Raw, Fandango sofreria sua primeira derrota por contagem regressiva para R-Truth quando os juízes (Jericho e Tons of Funk) deram a Truth e Miz uma classificação muito melhor como dançarino. Uma semana depois, no Raw, Jericho e Fandango se enfrentariam em uma dança, mas a parceira de dança de Fandango, Summer Rae, fingiu uma lesão, o que distraiu Jericho e levou Fandango a atacá-lo.

## Evento
| Papel:                    | Nome:                    |
| ------------------------- | ------------------------ |
| Comentaristas em inglês   | Michael Cole             |
| Comentaristas em inglês   | Jerry Lawler             |
| Comentaristas em inglês   | John "Bradshaw" Layfield |
| Comentaristas em espanhol | Carlos Cabrera           |
| Comentaristas em espanhol | Marcelo Rodriguez        |
| Entrevistador de bastidor | Tony Dawson              |
| Anunciantes de ringue     | Lilian Garcia            |
| Anunciantes de ringue     | Justin Roberts           |
| Árbitros                  | Mike Chioda              |
| Árbitros                  | Charles Robinson         |
| Árbitros                  | John Cone                |
| Árbitros                  | Darrick Moore            |
| Árbitros                  | Scott Armstrong          |
| Árbitros                  | Ryan Tran                |
| Árbitros                  | Rod Zapata               |
| Painel pre-show           | Renee Young              |
| Painel pre-show           | Wade Barrett             |
| Painel pre-show           | Mick Foley               |
| Painel pre-show           | Titus O'Neil             |

### Pre-show
A luta Extreme Rules Pre-Show foi entre Cody Rhodes e The Miz. Miz venceu forçando Rhodes a se submeter ao leglock em figure-four leglock.

### Lutas preliminares
A primeira partida foi entre Chris Jericho e Fandango. Durante a luta, Fandango conseguiu agarrar as cordas enquanto Jericho mantinha as Walls of Jericho travados. Jericho finalmente conquistou a vitória usando o Codebreaker no ar em Fandango.
A segunda partida foi uma partida do Campeonato dos Estados Unidos entre Kofi Kingston e Dean Ambrose do The Shield. Ambrose fez sua entrada com os outros membros do Shield, mas eles saíram antes do início da partida, deixando Ambrose sozinho com Kingston. No final, Kingston tentou Trouble in Paradise, mas Ambrose evitou a jogada. Ambrose executou Dirty Deeds em Kingston para a vitória.
A terceira luta foi entre Mark Henry e Sheamus. A partida foi para frente e para trás com os dois competidores tocando três turnbuckles consecutivos, mas não conseguindo chegar ao quarto. O fim veio quando Sheamus executou um Brogue Kick em Henry após reverter uma tentativa do World Strongest Slam. Ele então começou a tocar seu turnbuckle final para a vitória.
A quarta luta foi uma luta "I Quit" entre Alberto Del Rio e Jack Swagger para determinar o candidato nº 1 ao Campeonato Mundial de Pesos Pesados. Swagger parecia ter vencido quando Zeb Colter jogou a toalha de Ricardo Rodriguez para Del Rio e o árbitro Mike Chioda confundiu com Rodriguez jogando, mas depois reverteu a decisão ao ver um replay de vídeo, permitindo que a partida continuasse. Del Rio venceria após aplicar o cross armbreaker, que forçou Swagger a desistir.
A quinta partida foi uma luta de duplas tornado pelo Campeonato de Duplas da WWE entre Team Hell No e Seth Rollins e Roman Reigns do The Shield. O Shield conquistou a vitória ao executar um backbreaker argentino e uma combinação de queda de joelho em Daniel Bryan.

### Lutas no evento principal
A primeira partida das três lutas do evento principal foi uma luta Extreme Rules entre Big Show e Randy Orton. Durante a luta, Big Show desferiu um chokeslam, mas Orton chutou. Orton executou um RKO, mas Show foi expulso. Ele então executou um RKO em uma cadeira de aço e deu um soco na cabeça de Show para a vitória.
A sétima luta foi uma luta Last Man Standing pelo Campeonato da WWE entre John Cena e Ryback. No final da luta, Ryback abordou Cena através da parede eletrônica do palco, ferindo-o gravemente e deixando os dois caídos para a contagem de 10, tornando a luta sem resultado. Apesar disso, Cena permaneceu como Campeão da WWE, já que os campeonatos não mudam de mãos por no-contest.
A última partida da noite foi uma luta na jaula de aço entre Brock Lesnar e Triple H. No início, Lesnar machucou a perna ao bater inadvertidamente na jaula de aço, e Triple H, aproveitando a oportunidade, atacou a perna de Lesnar na maior parte do tempo. partida. Perto do final, Triple H revelou uma marreta que havia escondido no topo da gaiola, mas Lesnar rebateu rapidamente fazendo Triple H escorregar no turnbuckle. Lesnar agarrou a marreta, mas Triple H se abaixou e aplicou o sharpshooter em Lesnar. Enquanto Paul Heyman corria na gaiola para salvar Lesnar, Triple H quebrou a espera para realizar um Pedigree em Heyman. Triple H executou um Pedigree em Lesnar para uma quase queda. Triple H agarrou a marreta e estava pronto para acertar Lesnar até que Heyman desferiu um golpe baixo por trás. Lesnar terminou a luta acertando Triple H com a marreta, executando um F-5 em Triple H e imobilizando Triple H para vencer a partida e encerrar sua rivalidade.

## Após o evento
Na noite seguinte no Raw, Ryback entrou na arena em uma ambulância e desafiou John Cena pelo Campeonato da WWE no Payback em uma luta de ambulância. No episódio de 27 de maio do Raw, John Cena desafiou Ryback para uma luta 3 Stages of Hell (com a luta de ambulância sendo a terceira fase), e Ryback aceitou.
Paul Heyman revelou seu mais novo cliente, Curtis Axel (o ex-Michael McGillicutty do NXT). Triple H desafiou Axel para uma luta, na qual ele não tinha autorização médica para competir. Ele lutou a luta, mas sofreu uma concussão, levando Curtis Axel a vencer por nocaute.
No episódio de 24 de maio de 2013 do SmackDown, Kingston invocaria sua cláusula de revanche pelo Campeonato dos Estados Unidos contra Ambrose, mas venceu por desqualificação com a interferência de Rollins e Reigns. Sheamus e Randy Orton salvariam Kingston, estabelecendo uma luta de trios entre The Shield e Orton, Sheamus e Kingston, mas The Shield sairia vitorioso. Três dias depois no Raw, Kingston receberia outra revanche pelo título, mas Ambrose derrotaria Kingston para reter o título.
No episódio do Raw de 27 de maio de 2013, o Team Hell No invocou sua cláusula de revanche pelo Campeonato de Duplas da WWE, mas Roman Reigns e Seth Rollins os derrotariam para reter os títulos.
Embora Dolph Ziggler estivesse ausente devido à recuperação de sua concussão sofrida por Jack Swagger, Alberto Del Rio seria derrotado pelo guarda-costas de Ziggler, Big E Langston, na noite seguinte no Raw, mas Del Rio o derrotaria duas vezes, dois dias depois no Main Event e cinco dias depois. mais tarde no Raw. Quatro dias depois no SmackDown, Langston derrotaria Del Rio, mas três dias depois no Raw, Del Rio derrotou Langston. No episódio de 7 de junho do SmackDown, Ziggler apareceu via satélite anunciando que faria seu retorno no episódio de 10 de junho do Raw e anunciou que defenderia o título contra Del Rio no Payback.

## Resultados
| Nº                                          | Resultados                                                                               | Estipulações                                                                       | Tempo |
| ------------------------------------------- | ---------------------------------------------------------------------------------------- | ---------------------------------------------------------------------------------- | ----- |
| Pré- show                                   | The Miz derrotou Cody Rhodes por submissão                                               | Luta individual                                                                    | 5:25  |
| 1                                           | Chris Jericho derrotou Fandango (com Summer Rae)                                         | Luta individual                                                                    | 8:36  |
| 2                                           | Dean Ambrose derrotou Kofi Kingston (c)                                                  | Luta individual pelo Campeonato dos Estados Unidos                                 | 6:49  |
| 3                                           | Sheamus derrotou Mark Henry                                                              | Luta Strap                                                                         | 7:59  |
| 4                                           | Alberto Del Rio (com Ricardo Rodriguez) derrotou Jack Swagger (com Zeb Colter)           | Luta "I Quit" para determinar o desafiante ao Campeonato Mundial dos Pesos Pesados | 11:20 |
| 5                                           | The Shield (Seth Rollins e Roman Reigns) derrotou Team Hell No (Daniel Bryan e Kane) (c) | Luta Tornado de duplas pelo Campeonato de Duplas da WWE                            | 7:24  |
| 6                                           | Randy Orton derrotou Big Show                                                            | Luta Extreme Rules                                                                 | 13:00 |
| 7                                           | John Cena (c) vs. Ryback acabou sem vencedor                                             | Luta Last Man Standing pelo Campeonato da WWE                                      | 21:14 |
| 8                                           | Brock Lesnar (com Paul Heyman) derrotou Triple H                                         | Luta em uma jaula de aço                                                           | 20:10 |
| (c) – Refere-se aos campeões antes da luta. |                                                                                          |                                                                                    |       |